# Sanktion
Sanktion vil generelt være en eller anden straffeforanstaltning med et opdragende eller forebyggende sigte. Det drejer sig om at sikre nogle givne normer og regler så vidt muligt overholdes. 
Konkret kan normerne og reglerne dreje sig om:
- Overordnet bestemte internationale aftaler
- Gensidigt bindende aftaler eller kontrakter
- Formel national lovgivning
- Uformelle normer for acceptabel social adfærd i familien, på arbejdspladsen og i samfundet

Sanktionerne kan være enten formelle eller uformelle, som indespærring eller social udstødelse, eller på internationalt niveau handelsboykot, udelukkelse fra internationalt samkvem (Sydafrika) eller krig. 